# La forchetta, la strega, e il drago. Racconti da Alagaësia
La forchetta, la strega e il drago. Racconti da Alagaësia (The Fork, the Witch and the Worm. Tales from Alagaësia) è un libro fantasy scritto da Christopher Paolini ambientato nel Mondo di Eragon, un anno dopo gli eventi di Inheritance. È composto da tre storie ed è stato pubblicato il 31 dicembre 2018. La seconda parte del libro è stata scritta da sua sorella: "un estratto dalle memorie di Angela l'erborista - di cui è l'autrice Angela Paolini, che ha ispirato il personaggio della strega". Tra le tre storie principali, è presente una narrazione su come Eragon affronta le difficoltà nell'addestrare nuovi draghi e i loro cavalieri.

## Trama

### La forchetta
Eragon fatica a tenere il passo con il banale lavoro amministrativo richiesto dal suo nuovo ruolo di leader dei Cavalieri dei Draghi. Saphira lo convince a prendersi una pausa e a visitare gli Eldunarì, che gli mostrano una visione di Murtagh a Ceunon. In esso, un Murtagh travestito incontra in una taverna un gruppo di mercenari, che aveva ingaggiato per cercare un leggendario campo di battaglia bruciato dai draghi. I mercenari mostrano prova di averlo trovato, ma si rifiutano di dirgli il luogo, tentando di estorcergli più soldi. Segue uno scontro e Murtagh non è in grado di sottometterli direttamente con la magia, nemmeno usando il nome dell'antica lingua, a causa degli amuleti donati loro da una strega chiamata Bachel. Ciononostante, Murtagh sfugge alle loro difese incantando una forchetta come arma. Vittorioso, Murtagh parte per unirsi al suo drago Castigo e continuare la sua ricerca.

### La strega
La strega Angela, in viaggio con Elva, arriva inaspettatamente al monte dei Cavalieri. Fa leggere a Eragon una serie di capitoli fuori ordine di un libro di memorie che sta scrivendo, il cui strano contenuto suggerisce che abbia la capacità di viaggiare in mondi oltre Alagaësia. Quando Eragon le chiede se il libro di memorie è vero, lei risponde in modo ambiguo.

### Il drago
Eragon è scoraggiato quando non riesce a salvare due nani dal crollo di un tunnel. Un bardo degli Urgali gli racconta l'antica storia di Vêrmund, il drago di Kulkaras, un drago selvaggio che si nutre di un clan Urgali e del suo bestiame e poi si stabilisce su una montagna vicina. Quando i suoi migliori guerrieri non riescono a uccidere Vêrmund, il clan impara ad adattarsi, nascondendosi nei tunnel e lasciando il bestiame per il drago addormentato quando si sveglia. Ilgra, una ragazza il cui padre è stato ucciso da Vêrmund, è piena di desiderio di vendetta e studia magia come apprendista sciamana. Progetta una trappola per uccidere il drago con un diluvio d'acqua, credendo che l'acqua potrebbe spegnere la sua fiamma.
Quando una coppia di Lethrblaka attacca il clan, minacciando di divorarlo completamente, Ilgra sveglia Vêrmund per combatterli. I Lethrblaka sfuggono al suo fuoco e trafiggono le sue scaglie con i loro becchi, ottenendo il vantaggio. Ilgra attira i tre combattenti nella sua trappola e libera il diluvio, ma il risultato è semplicemente la vittoria di Vêrmund, che torna sulla sua montagna per guarire. Ilgra accetta quindi la sua incapacità di uccidere il drago e progetta di vivere una vita più ordinaria nel suo clan.
Una volta completata la storia, Eragon scopre che un uovo di drago si è schiuso.

## Edizioni italiane
- Christopher Paolini, La forchetta, la strega, e il drago. Racconti da Alagaësia, traduzione di Maria Concetta Scotto di Santillo, Rizzoli, 2019,  p. 285, ISBN 9788817109796.